# روح‌الله مفیدی
روح‌الله مفیدی نصرآبادی (۷ مرداد ۱۳۰۸ – ۲۴ تیر ۱۴۰۱) بازیگر، چهره‌پرداز و نقاش اهل ایران بود.

## زندگی‌نامه
روح‌الله مفیدی در سال ۱۳۰۸ در شهر یزد زاده شد. در سال ۱۳۳۲ فوق دیپلم هواشناسی را از آموزشگاه سازمان هواشناسی دریافت کرد او کار تئاتر را در سال ۱۳۲۷ آغاز نمود. کار بازیگری در سینما را نیز با فیلم پریچهر ساخته فضل‌الله بایگان در سال ۱۳۳۰ شروع کرد. آغاز کار چهره پردازی او با امین امینی در سال ۱۳۳۸ بود. روح‌الله مفیدی بازی‌های زیادی را در سینما و تلویزیون ارائه داده‌است.
مفیدی در صبح جمعه ۲۴ تیر ۱۴۰۱ بر اثر سرطان درگذشت و در شهر یزد دفن شد.

## فیلم‌شناسی
- یه حبه قند (۱۳۹۰)
- یک جیب پر پول (۱۳۸۸)
- سرحد (۱۳۷۵)
- شب روباه (۱۳۷۵)
- الو الو من جوجوام (۱۳۷۳)
- دیوانه‌وار (۱۳۷۳)
- رؤیای نیمه‌شب تابستان (۱۳۷۳)
- سفر بخیر (۱۳۷۳)
- ضربه آخر (۱۳۷۲)
- یک مرد یک خرس (۱۳۷۱)
- جیب‌برها به بهشت نمی‌روند (۱۳۷۰)
- دندان طلا (۱۳۷۰)
- راه و بیراه (۱۳۷۰)
- حکایت آن مرد خوشبخت (۱۳۶۹)
- مهاجران (۱۳۶۹)
- روز باشکوه (۱۳۶۷)
- تنوره دیو (۱۳۶۴)
- پاییزان (۱۳۶۰)
- پسرک (۱۳۵۵)
- کلک نزن خوشگله (۱۳۵۵)
- وقتی که آسمان بشکافد (۱۳۵۵)
- رقیب (۱۳۵۴)
- هیچکی بابا نمیشه (۱۳۵۴)
- تشنه‌ها (۱۳۵۳)
- دروغگوی کوچولو (۱۳۵۳)
- مراد برقی و هفت دخترون (۱۳۵۳)
- مرغ همسایه (۱۳۵۳)
- تنگسیر (۱۳۵۲)
- خیالاتی (۱۳۵۲)
- دل خودش می‌خواد (۱۳۵۲)
- عیالوار (۱۳۵۲)
- محلل (۱۳۵۲)
- حسن سیاه (۱۳۵۱)
- حکیم‌باشی (۱۳۵۱)
- شیر تو شیر (۱۳۵۱)
- صمد و سامی، لیلا و لیلی (۱۳۵۱)
- بدنام (۱۳۵۰)
- راز درخت سنجد (۱۳۵۰)
- بیست سال انتظار (۱۳۴۵)
- مأمور دوجانبه (۱۳۴۵)
- مرد ده میلیون تومانی (۱۳۴۴)
- افسانه دهکده (۱۳۴۳)
- انسان‌ها (۱۳۴۳)
- چهار تا شیطون (۱۳۴۳)
- گل گمشده (۱۳۴۱)
- دختر همسایه (۱۳۴۰)
- پریچهر (۱۳۳۰)

### تلویزیون
- آب پریا (۱۳۹۲)
- هفت سین (۱۳۹۱)
- بچه‌های بهشت (۱۳۸۹)
- عملیات ۱۲۵ سری اول (۱۳۸۷–۱۳۹۴)
- همدوماد (۱۳۸۵) (سیمای یزد)
- کلانتر ۲ (۱۳۸۴)
- مدرسه خورشید (۱۳۸۱)
- چراغ جادو (۱۳۷۹–۱۳۸۰ ) شبکه ۱
- همدوماد (۱۳۷۹) (سیمای یزد)
- آقا اجازه![۷] (۱۳۷۹)
- هتل (۱۳۷۷–۱۳۷۸)
- فکر پلید (۱۳۷۷)
- فروشگاه (۱۳۷۵–۱۳۷۴)
- زائر غریب (۱۳۷۴)
- مرد قانون (۱۳۷۴)
- شلیک نهایی (۱۳۷۴)
- همسران (بازیگر مهمان) (۱۳۷۳)
- آینه عبرت (برگ‌ریزان) (۱۳۷۰)
- گل پامچال (۱۳۷۰)
- میهمان (۱۳۶۹–۱۳۶۸)
- دایی جان ناپلئون (۱۳۵۵–۱۳۵۴)
- مرد اول (۱۳۵۵)
- خانه بی‌زن (۱۳۵۵)
- خانه‌به‌دوش (مراد برقی) (۱۳۵۲)